# روب لونش
روب لونش (بالإنجليزية: Rob Lynch)‏ هو مغن مؤلف بريطاني، ولد في 1 مايو 1986 في Stamford, Lincolnshire ‏ في المملكة المتحدة.